# Torval Hagelin
Erik Torval Hagelin, född 18 augusti 1903 i Arvika församling, död 24 december 1978 i Sigtuna, var en svensk pianist och musikpedagog.
Hagelin, som var son till gjutmästare Gustaf Hagelin och Gerda Cederlund, avlade realexamen 1920, organistexamen i Stockholm 1927, musiklärarexamen 1929 och kantorsexamen 1929. Han var verksam som pianist 1929–1933 och musiklärare vid Humanistiska läroverket i Sigtuna från 1934. Han företog konsertresor 1929–1933, var pianist i Konsertföreningens kör Musikaliska sällskapet från 1933, konstnärlig rådgivare i dess styrelse från 1956, sekreterare i Musiklärarnas riksförening vid Kungliga Musikaliska Akademien 1953–1961 och kassör i Föreningen Norden 1944. Han tilldelades Musiklärarnas riksförenings guldmedalj.